# Provița de Sus
Provița de Sus es una comuna ubicada en el distrito de Prahova, Rumania.

## Superficie
Posee una superficie de 20,04 kilómetros cuadrados.

## Demografía
Hasta 2021 la población era de 1719 habitantes, con una densidad de población de 85,78 habitantes por kilómetro cuadrado.